# Steve Novak
Steven Michael Novak (* 13. Juni 1983 in Libertyville, Illinois) ist ein ehemaliger US-amerikanischer Basketballspieler, der zuletzt bei den Milwaukee Bucks in der NBA unter Vertrag stand. Der Forward ist bekannt für seine hohe Treffsicherheit von der Dreipunktlinie.

## NBA-Karriere
Im NBA-Draft 2006 wurde Novak an 32. Stelle von den Houston Rockets ausgewählt. Dort spielte er die ersten beiden Jahre seine Karriere. 2008 folgte sein Wechsel zu den Los Angeles Clippers, für die er 6,9 Punkte pro Spiel erzielte und starke 41,6 % von der Dreierlinie traf. Nach einem weiteren, weniger erfolgreichen Jahr, unterschrieb er bei den Dallas Mavericks. Er wurde jedoch mitten in der Saison entlassen und kurz darauf, für den Rest der Saison, von den San Antonio Spurs verpflichtet.
Im Dezember 2012 unterschrieb Novak bei den New York Knicks. Bei den Knicks spielte Novak eine sehr gute Saison, erzielte 8,8 Punkte bei 47,2 % Dreiertrefferquote, was ligaweit die beste Quote war. Zudem belegte er mit Kevin Durant den dritten Platz bei den getroffenen Dreipunktwürfen. Auch in der nächsten Saison verblieb Novak eine wichtige Stütze von der Bank.
Am 10. Juli 2013 wurde er zusammen mit Quentin Richardson für Andrea Bargnani zu den Toronto Raptors transferiert.
Ein Jahr später transferierten die Raptors Novak zu den Utah Jazz. Anfang 2015 wurde sein Wechsel zu den Oklahoma City Thunder bekannt. Von Februar 2016 bis Februar 2017 stand er bei den Milwaukee Bucks unter Vertrag.